# 화순군 (1948년 선거구)
화순군은 대한민국의 옛 국회의원 선거구이다. 당시 전라남도 화순군 지역을 관할했다.

## 역사
제헌 국회의원 선거를 앞두고 화순군 전 지역을 관할하는 선거구로 신설되었다.
제6대 국회의원 선거를 앞두고 곡성군 선거구와 통합되며 화순군·곡성군 선거구를 이루게 됨에 따라 폐지되었다.

## 역대 국회의원
| 선거   | 정당 | 정당   | 의원   |
| ------ | ---- | ------ | ------ |
| 1948년 |      | 대성회 | 조국현 |
| 1950년 |      | 무소속 | 박민기 |
| 1954년 |      | 자유당 | 구흥남 |
| 1958년 |      | 자유당 | 구흥남 |
| 1960년 |      | 민주당 | 박민기 |

## 역대 선거 결과

### 대한민국 제헌 국회의원 선거
|  | 42.82% |

|  | 35.62% |

|  | 21.54% |

### 대한민국 제2대 국회의원 선거
|  | 37.46% |

|  | 30.03% |

|  | 22.22% |

|  | 7.35% |

|  | 2.93% |

### 대한민국 제3대 국회의원 선거
|  | 30.77% |

|  | 16.48% |

|  | 16.10% |

|  | 14.97% |

|  | 12.22% |

|  | 4.81% |

|  | 4.62% |

### 대한민국 제4대 국회의원 선거
|  | 77.58% |

|  | 22.41% |

### 대한민국 제5대 국회의원 선거
|  | 32.15% |

|  | 25.98% |

|  | 12.14% |

|  | 10.92% |

|  | 10.35% |

|  | 8.43% |